# Прощавай, моя наложнице
 «Прощавай, моя наложнице» (кит.: 霸王別姬, Bàwáng Bié Jī) — китайський фільм-драма 1993 року поставлений режисером Ченем Кайге, одна з центральних робіт руху п'ятого покоління, яке привернуло увагу всього світу до китайських режисерів. Подібно до інших фільмів п'ятого покоління, «Прощавай, моя наложнице» досліджує вплив політичної нестабільності в Китаї в середині XX століття та життя окремих людей, сімей і груп. У цьому випадку показані дві зірки трупи Пекінської опери та жінка, яка йде між ними.
Фільм є екранізацією роману Ліліан Лі, яка також є одним зі сценаристів телеверсії. Стрічка здобула Золоту пальмову гілку 46-го Каннського кінофестивалю 1993 року та низку інших фестивальних та професійних кінонагород .

## Сюжет
Маленький Дозі з самого народження жив з матір'ю в кублі, де та працювала, але коли хлопчикові виповнилося близько семи років, його життя назавжди змінилося. Зрозумівши, що її син став занадто дорослим, мати відвела його до школи акторів Пекінської опери і залишила там. Нове життя стало для ніжного і тихого Дозі суворим випробуванням, де жорстокий учитель з ранку до вечора ганяє усіх палицею, а інші хлопчаки кепкують і задираються. Але в перший же день Дозі знайшов серед інших учнів справжнього друга і захисника — Шито. Ці стосунки збережуться між ними на довгі роки: навіть коли хлопчики виростуть і стануть відомими артистами пекінської опери, зв'язок між ними не урветься. Упродовж п'ятдесяти двох років вони були справжніми друзями, що пережили безліч сварок і примирень. Практично усю свою акторську кар'єру один з них грав жіночі ролі, а другий зображував на сцені благородних воїнів і впливових правителів. Тяжка для них обох, чужа для більшості людей, знехтувана Шито що подорослішав, любов двох акторів залишиться з ними назавжди.

## У ролях
| • Леслі Чун | … | Чун (Дозі)          |
| • Чжан Фені | … | Дуан Хосіялу        |
| • Ґун Лі    | … | Чуань               |
| • Кі Лу     | … | майстер Гуань       |
| • Ін Да     | … | менеджер            |
| • Ге Ю      | … | майстер Юань        |
| • Хань Лі   | … | Хосія Сі (дорослий) |
| • Ді Тонг   | … | Чжан, євнух         |
| • Мінвей Ма | … | Дозі (дитина)       |

## Знімальна група
- Автори сценарію — Пік Ва Лі, Вей Лу
- Режисер-постановник — Чень Кайге
- Продюсер — Сюй Фен
- Виконавчий продюсер — Хсю Чи, Бін Хсю
- Асоційований продюсер — Дональд Ранво
- Оператор — Гу Чанвей
- Композитор — Їпінь Жао
- Монтаж — Сяонань Пей
- Художник-постановник — Юхе Ян, Чжаньцзя Янг
- Художник по костюмах — Чанмінь Чень
- Артдиректор — Хуайкай Чен

## Нагороди та номінації
| Нагороди та номінації фільму «Прощавай, моя наложнице» | Нагороди та номінації фільму «Прощавай, моя наложнице» | Нагороди та номінації фільму «Прощавай, моя наложнице» | Нагороди та номінації фільму «Прощавай, моя наложнице» | Нагороди та номінації фільму «Прощавай, моя наложнице» | Нагороди та номінації фільму «Прощавай, моя наложнице» |
| Рік                                                    | Кінофестиваль/кінопремія                               | Категорія/нагорода                                     | Номінант                                               | Результат                                              |                                                        |
| ------------------------------------------------------ | ------------------------------------------------------ | ------------------------------------------------------ | ------------------------------------------------------ | ------------------------------------------------------ | ------------------------------------------------------ |
| 1993                                                   | Каннський міжнародний кінофестиваль                    | Золота пальмова гілка                                  | Прощавай, моя наложнице                                | Перемога                                               |                                                        |
| 1993                                                   | Каннський міжнародний кінофестиваль                    | Приз ФІПРЕССІ                                          | Прощавай, моя наложнице                                | Перемога                                               |                                                        |
| 1993                                                   | Азійсько-Тихоокеанський кінофестиваль                  | Найкращий режисер                                      | Чень Кайге                                             | Перемога                                               |                                                        |
| 1993                                                   | Азійсько-Тихоокеанський кінофестиваль                  | Найкращий монтаж                                       | Сяонань Пей                                            | Перемога                                               |                                                        |
| 1993                                                   | Національна рада кінокритиків США                      | Найкращий фільм іноземною мовою                        | Прощавай, моя наложнице                                | Перемога                                               |                                                        |
| 1993                                                   | Спільнота кінокритиків Нью-Йорка                       | Найкращий фільм іноземною мовою                        | Прощавай, моя наложнице                                | Перемога                                               |                                                        |
| 1993                                                   | Спільнота кінокритиків Нью-Йорка                       | Найкраща акторка другого плану                         | Гун Лі                                                 | Перемога                                               |                                                        |
| 1993                                                   | Бостонська спілка кінокритиків                         | Найкращий фільм іноземною мовою                        | Прощавай, моя наложнице                                | Перемога                                               |                                                        |
| 1993                                                   | Асоціація кінокритиків Лос-Анджелеса                   | Найкращий фільм іноземною мовою                        | Прощавай, моя наложнице                                | Перемога                                               |                                                        |
| 1993                                                   | Camerimage                                             | Золота жаба                                            | Гу Чанвей (оператор)                                   | Номінація                                              |                                                        |
| 1993                                                   | Camerimage                                             | Срібна жаба                                            | Гу Чанвей (оператор)                                   | Перемога                                               |                                                        |
| 1994                                                   | Національна спілка кінокритиків США                    | Найкращий фільм іноземною мовою                        | Прощавай, моя наложнице                                | 3-є місце                                              |                                                        |
| 1994                                                   | Золотий глобус                                         | Найкращий фільм іноземною мовою                        | Прощавай, моя наложнице                                | Перемога                                               |                                                        |
| 1994                                                   | Премія Оскар                                           | Найкращий фільм іноземною мовою                        | Прощавай, моя наложнице                                | Номінація                                              |                                                        |
| 1994                                                   | Премія Оскар                                           | Найкращий оператор                                     | Гу Чанвей                                              | Номінація                                              |                                                        |
| 1994                                                   | Премія BAFTA                                           | Найкращий фільм не англійською мовою                   | Прощавай, моя наложнице                                | Перемога                                               |                                                        |
| 1994                                                   | Премія «Сезар»                                         | Найкращий фільм іноземною мовою                        | Прощавай, моя наложнице                                | Номінація                                              |                                                        |
| 1994                                                   | Премія «Срібна стрічка»                                | Найкращий іноземний режисер                            | Чень Кайгу                                             | Номінація                                              |                                                        |
| 1995                                                   | Премія «Майніті»                                       | Найкращий іноземний фільм                              | Прощавай, моя наложнице                                | Перемога                                               |                                                        |
| 1995                                                   | Лондонське коло кінокритиків                           | Найкращий фільм іноземною мовою                        | Прощавай, моя наложнице                                | Перемога                                               |                                                        |